# Enskinn
Enskinn (Amylostereum laevigatum) är en svampart som först beskrevs av Elias Fries, och fick sitt nu gällande namn av Boidin 1958. Enligt Catalogue of Life ingår Enskinn i släktet Amylostereum, och familjen Amylostereaceae, men enligt Dyntaxa är tillhörigheten istället släktet Amylostereum, och familjen Stereaceae. Arten är reproducerande i Sverige. Inga underarter finns listade i Catalogue of Life.

## Källor

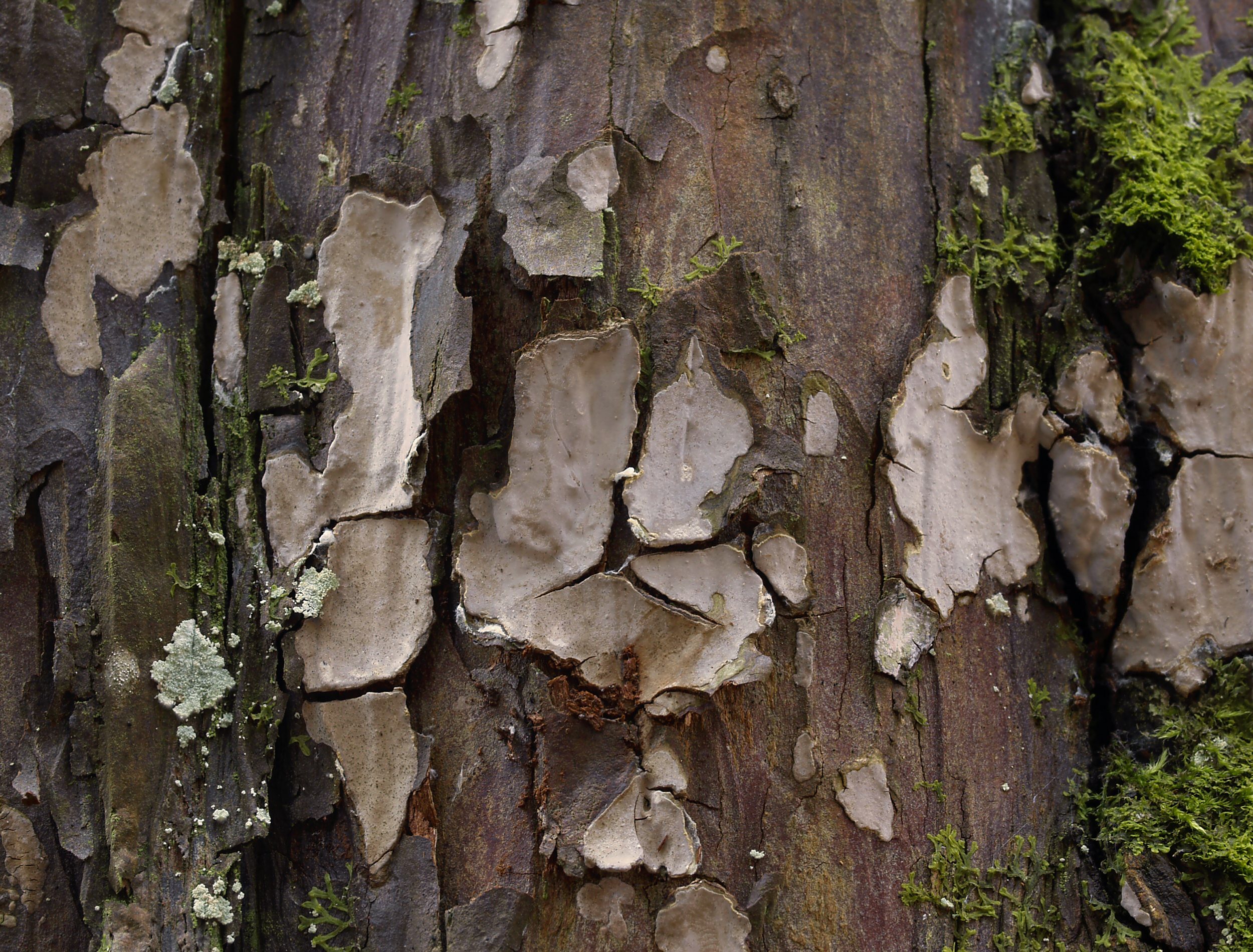
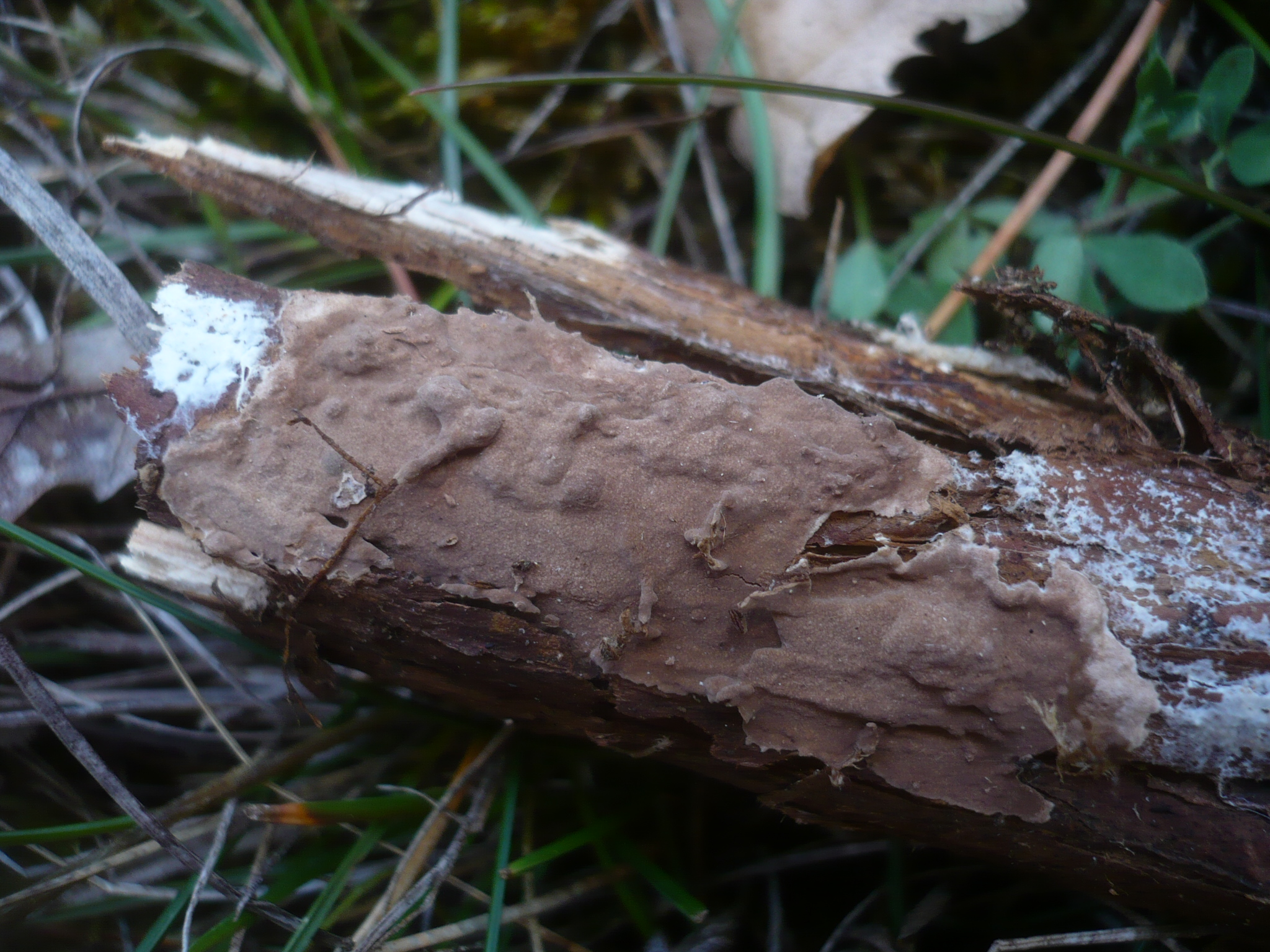